# W mire nauki
W mire nauki (russisch В мире науки) ist die von 1983 bis 1993 und seit 2003 wieder monatlich erscheinende russische Ausgabe der populärwissenschaftlichen Zeitschrift Scientific American mit einer Auflage von etwa 12.500. Sie erscheint heute im Verlag Kapiza & Partner.